# Konrád (probošt v 15. století)
Konrád byl 30. probošt litoměřické kapituly sv. Štěpána v letech 1435–1442.

## Život
Zprávy o 30. litoměřickém proboštovi jsou velice slabé. Není známo ani jeho celé jméno. Prvním dokumentem, který zmiňuje jeho osobu, je listina zachovaná v konfirmační knize, kde roku 1435 volili, z důvodu husitských nepokojů v Čechách, v exilu žijící členové kapituly litoměřické nového kanovníka plebána – Jana z Miličína. Mezi voliči byl Konrád, probošt litoměřický, který byl členem metropolitní kapituly a žil s ostatními katolickými duchovními v exilu. Historik Václav Vladivoj Tomek uvádí, že litoměřický probošt Konrád je uveden i jako lékař.
V letech 1436–1442 není známo jméno litoměřického probošta, a pokud byl vůbec jmenován, byl patrně i s dalšími katolickými vedoucími duchovními v exilu v Žitavě. Je pouze předpoklad, že tuto funkci formálně vykonával probošt Konrád.